# Fai in fretta ad uccidermi... ho freddo!
Fai in fretta ad uccidermi... ho freddo! è un film del 1967 diretto da Francesco Maselli.

## Trama
Giovanna e Franco sono una coppia di amanti che vive raggirando la gente presentandosi come fratello e sorella.
Un giorno incontrano Cristiana che racconta loro le liti con il fratello Sergio a causa dell'eredità, teme anche che il fratello abbia intenzioni omicide.
Franco studia un piano: vuole sposare Cristiana per poi liberarsi di lei, tanto la colpa ricadrebbe su Sergio. Anche Giovanna prepara un piano ma il suo obiettivo è Sergio.